# آبشار مونیسینگ
آبشار مونیسینگ (به انگلیسی: Munising Falls) آبشاری است که در میشیگان، ایالات متحده آمریکا واقع شده و ارتفاع کلی ریزشگاه آن ۵۰ فوت (۱۵ متر) است.